# مطار مرمول
مطار مرمول (إياتا: OMM، إيكاو: OOMX) هو مطار يخدم عمليات شركة تنمية نفط عمان (PDO)، في حقل مرمول للنفط الثقيل في محافظة ظفار في سلطنة عمان. تقع منارة الراديو مرمول على بعد 6 كيلومترات ما يعادل 3.7 ميل جنوب غرب المعسكر الرئيسي لشركة تنمية نفط عمان.

## روابط خارجية
- تاريخ الحوادث لـ (Marmul Airport) على شبكة سلامة الطيران.